# Intility Arena
 (décembre 2024).
L'Intility Arena, également appelée Vålerenga Stadion, est un stade de football de la ville d'Oslo en Norvège, inauguré le 9 septembre 2017.
Il est par ailleurs, le stade-résident du club de football du Vålerenga Fotball évoluant en deuxième division norvégienne.
La section féminine dispute également ses matchs dans ce stade
Il s'appelait à l'origine, le Vålerenga kultur- og idrettspark.

## Histoire
Les plans du stade sont acceptés en 2014 par le conseil municipal d'Oslo et un an plus tard, en 2015, par l'EAA. Le 29 juillet 2015, la première pierre est posée sur le site. C'est donc deux ans et deux mois plus tard que la construction fût achevée.

## Matchs Internationaux
Éliminatoires de la coupe du monde féminines 2019
| Date             | Équipe 1         | Score | Équipe 2          |
| ---------------- | ---------------- | ----- | ----------------- |
| 4 septembre 2018 | Norvège féminine | 2 - 1 | Pays-Bas féminine |